# Drzetowo-Grabowo
Drzetowo-Grabowo – osiedle administracyjne Szczecina, będące jednostką pomocniczą miasta, położone w Śródmieściu.
Według danych z 2022 r. na osiedlu mieszkało 14 389 osób.
Osiedle składa się z części miasta: Drzetowo oraz Grabowo.

## Samorząd mieszkańców
Rada Osiedla Drzetowo-Grabowo liczy 15 członków. W wyborach do rad osiedli 20 maja 2007 roku udział wzięło 470 głosujących, co stanowiło frekwencję na poziomie 3,24%. W wyborach do rady osiedla 13 kwietnia 2003 udział wzięło 373 głosujących, co stanowiło frekwencję 2,59%.
Samorząd osiedla Drzetowo-Grabowo został ustanowiony w 1990 roku.

## Wykaz ulic i placów

### Istniejące ulice i place
Wykaz istniejących ulic i placów położonych na obszarze szczecińskiego osiedla Drzetowo-Grabowo. Nazwy niemieckie zaczerpnięto z planu miasta Szczecina z 1937 r.
| Nazwa                                     | Dawne nazwy              |
| ----------------------------------------- | ------------------------ |
| 1 Maja                                    | Hindenburgstraße         |
| Andrzeja Antosiewicza                     | Oderwerkstraße           |
| Andrzeja Antosiewicza                     | Hutnicza                 |
| Brdowska                                  | powstała po 1945 r.      |
| Księdza Wacława Blizińskiego              | Sedanstraße              |
| Bożeny                                    | Eduardstraße             |
| Ceglana                                   | Hobrechtstraße           |
| Cementowa                                 | Hinter der Zementfabrik  |
| Franciszka Ksawerego Druckiego-Lubeckiego | Vulcanstraße; Torstraße  |
| Stanisława Dubois                         | Breite Straße            |
| Stanisława Dubois                         | Poststraße               |
| Stanisława Dubois                         | Baden Powella            |
| Teofila Firlika                           | Gießereistraße           |
| Teofila Firlika                           | Mosiężna                 |
| Gontyny                                   | Kirchensteig             |
| Grażyny                                   | Bruederstraße            |
| Jana Chryzostoma Paska                    | Kronenstraße             |
| Jana Kazimierza                           | Toepffers Parkstraße     |
| Jana z Kolna                              | Dampfschifsbollwerk      |
| Kapitańska                                | Steinstraße              |
| Kołobrzeska                               | Metzstraße               |
| Kołobrzeska                               | Biskupa Szczepanowskiego |
| Ludowa                                    | Vulcanstraße             |
| Ludowa                                    | Alte Vulcanstraße        |
| Ludowa                                    | Przemysłowa              |
| Łady                                      | Wiekenberg               |
| Ignacego Łyskowskiego                     | Burgstraße               |
| Jacka Malczewskiego                       | Birkenallee              |
| Jana Matejki                              | Grabower Straße          |
| Plac Matki Teresy z Kalkuty               | Am Grabower Markt        |
| Miedziana                                 | Jessenstraße             |
| Modrzewiowa                               | Haackstraße              |
| Montwiłła                                 | Hellwigstraße            |
| Tomasza Nocznickiego                      | Schmiedestraße           |
| Tomasza Nocznickiego                      | Przemysłowa              |
| Plac Ofiar Grudnia 1970                   | powstał po 1945 r.       |
| Parkowa                                   | Lindenstraße             |
| Parkowa                                   | Gustav-Adolf-Straße      |
| Emilii Plater                             | Lange Straße             |
| Polna                                     | Ackerstraße              |
| Radogoska                                 | Münzstraße               |
| Rugiańska                                 | Bredower Straße          |
| Rugiańska                                 | Wilhelmstraße            |
| Emilii Sczanieckiej                       | Gitschiner Straße        |
| Pawła Stalmacha                           | Prinzeßstraße            |
| Pawła Stalmacha                           | Karl Legien Straße       |
| Storrady-Świętosławy                      | Französische Straße      |
| Swarożyca                                 | Am Vogelstangenberg      |
| Szarotki                                  | Blumenstraße             |
| Sławomira                                 | Kochstraße               |
| Willowa                                   | Schüttestraße            |
| Willowa                                   | Villenstraße             |
| Żubrów                                    | Drei Eichen              |

## Zdjęcia

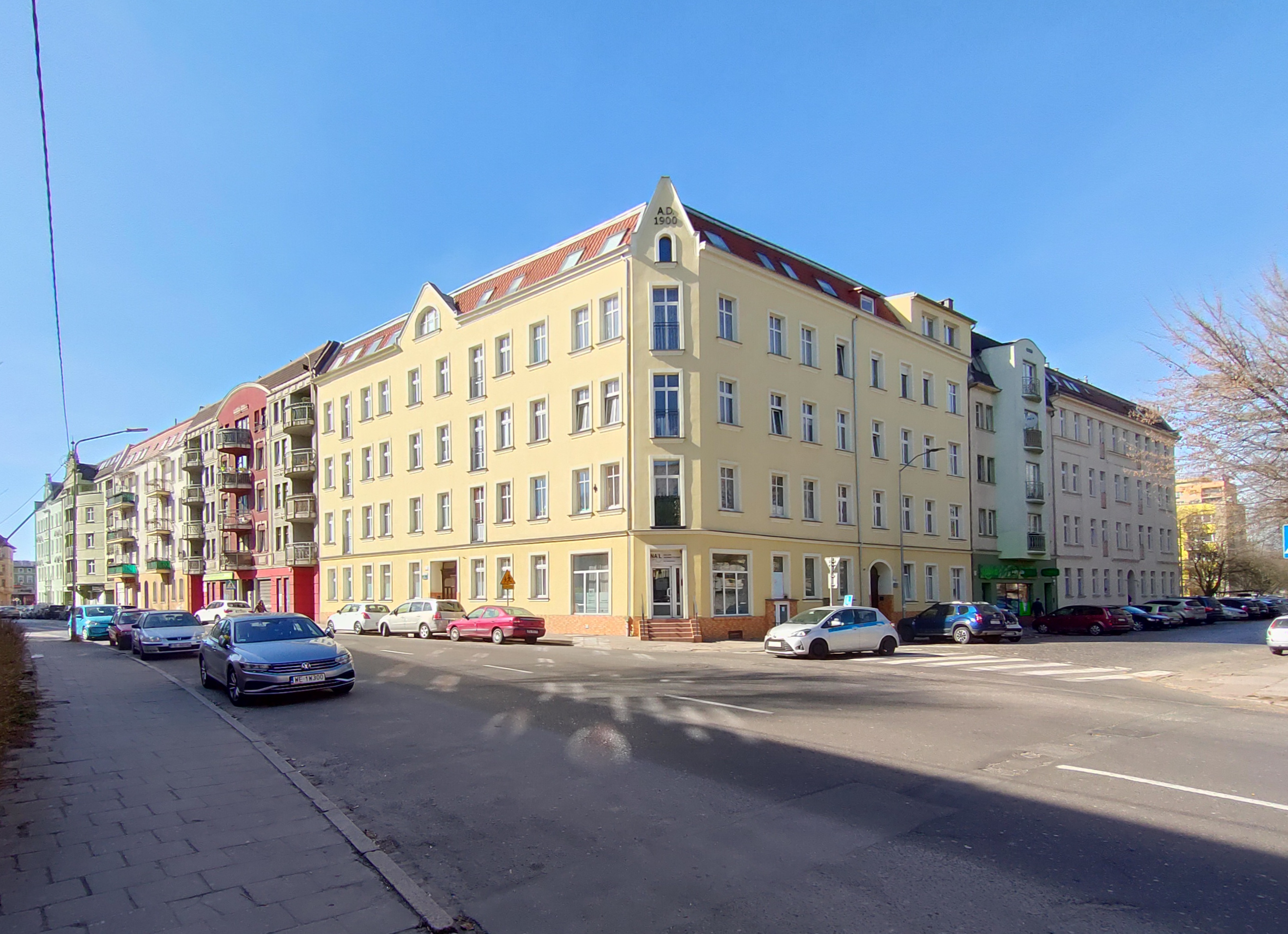
Ulica Emilii Plater
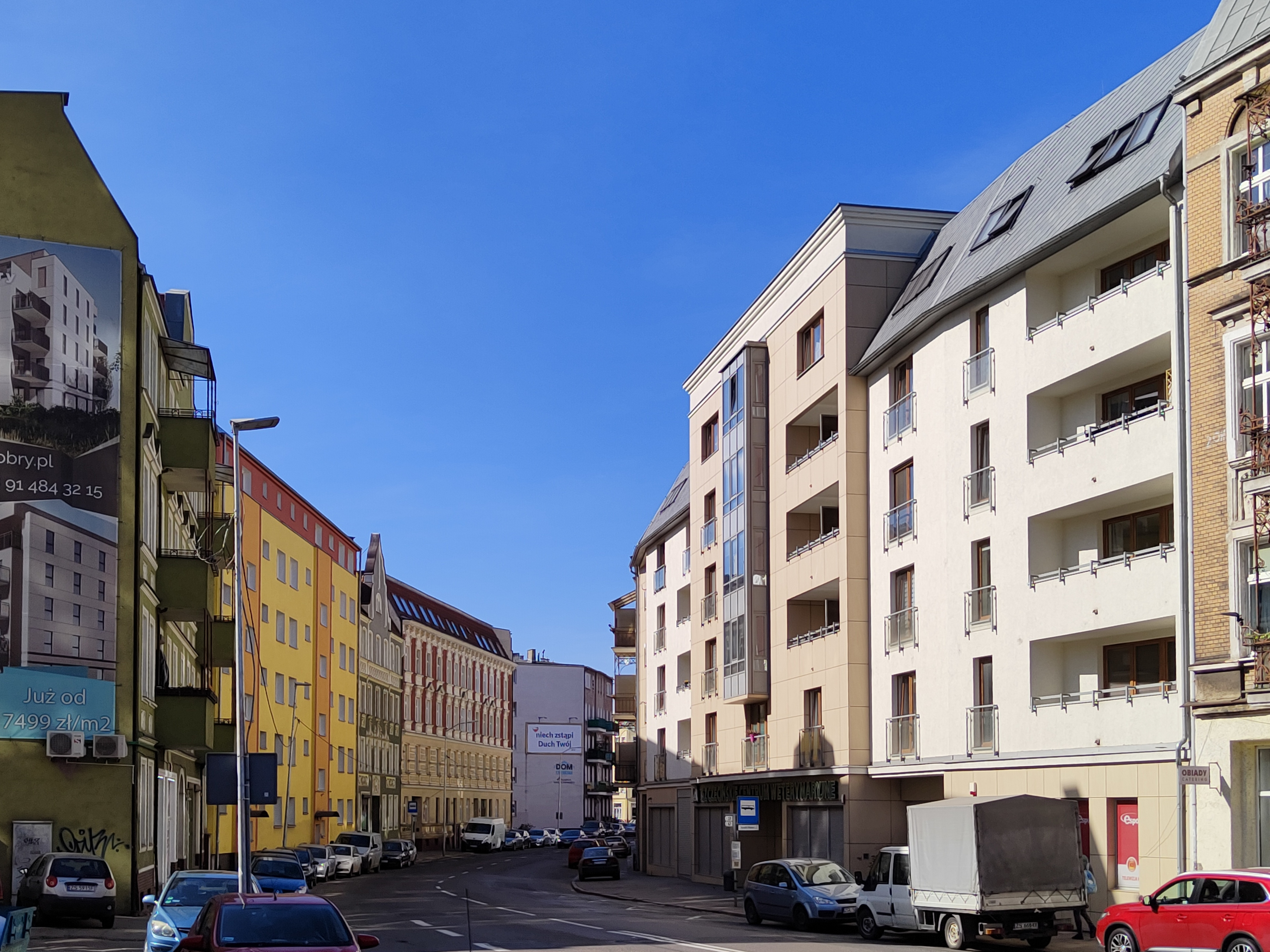
Ulica Emilii Plater
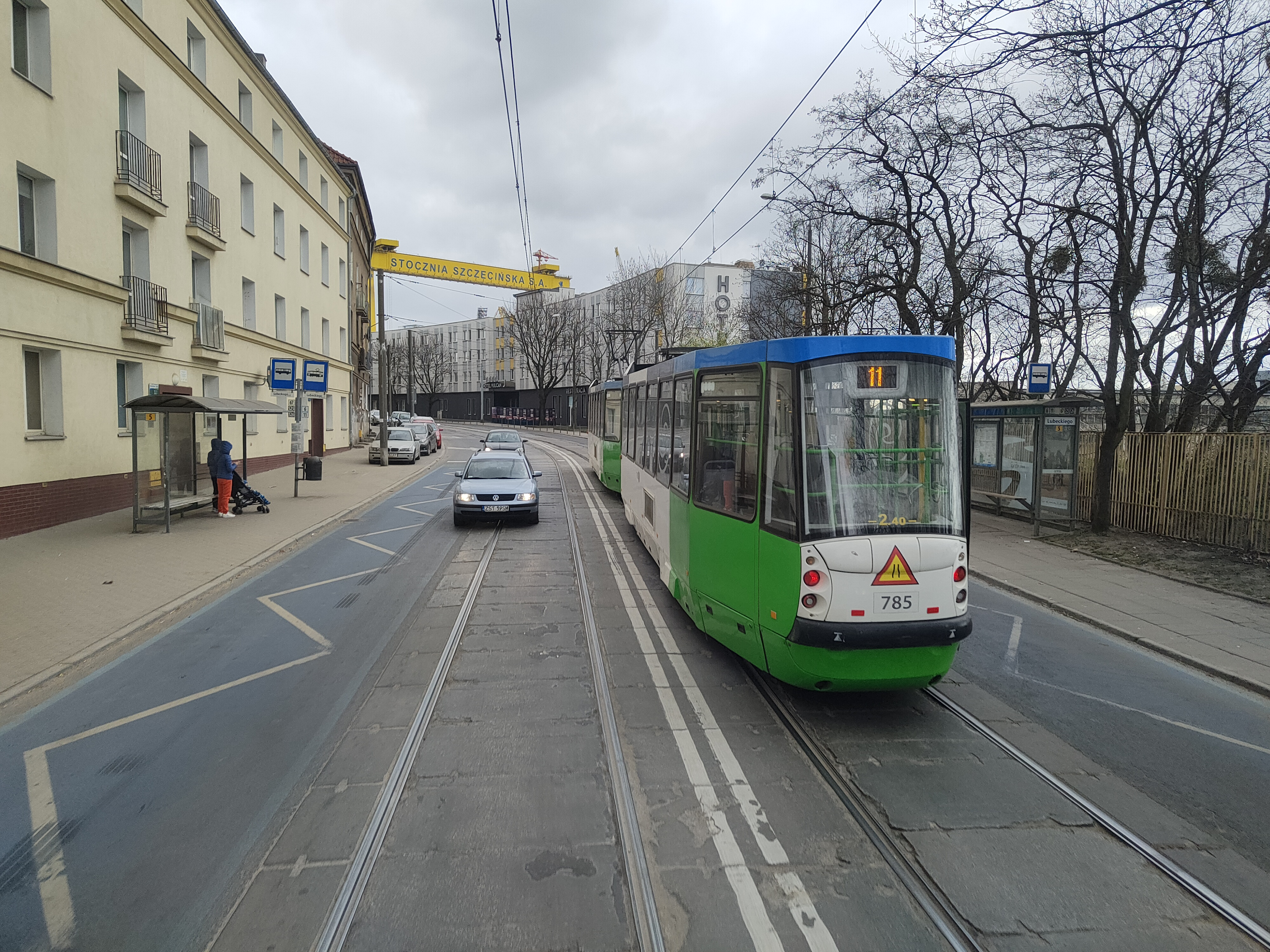
Ulica Druckiego-Lubeckiego
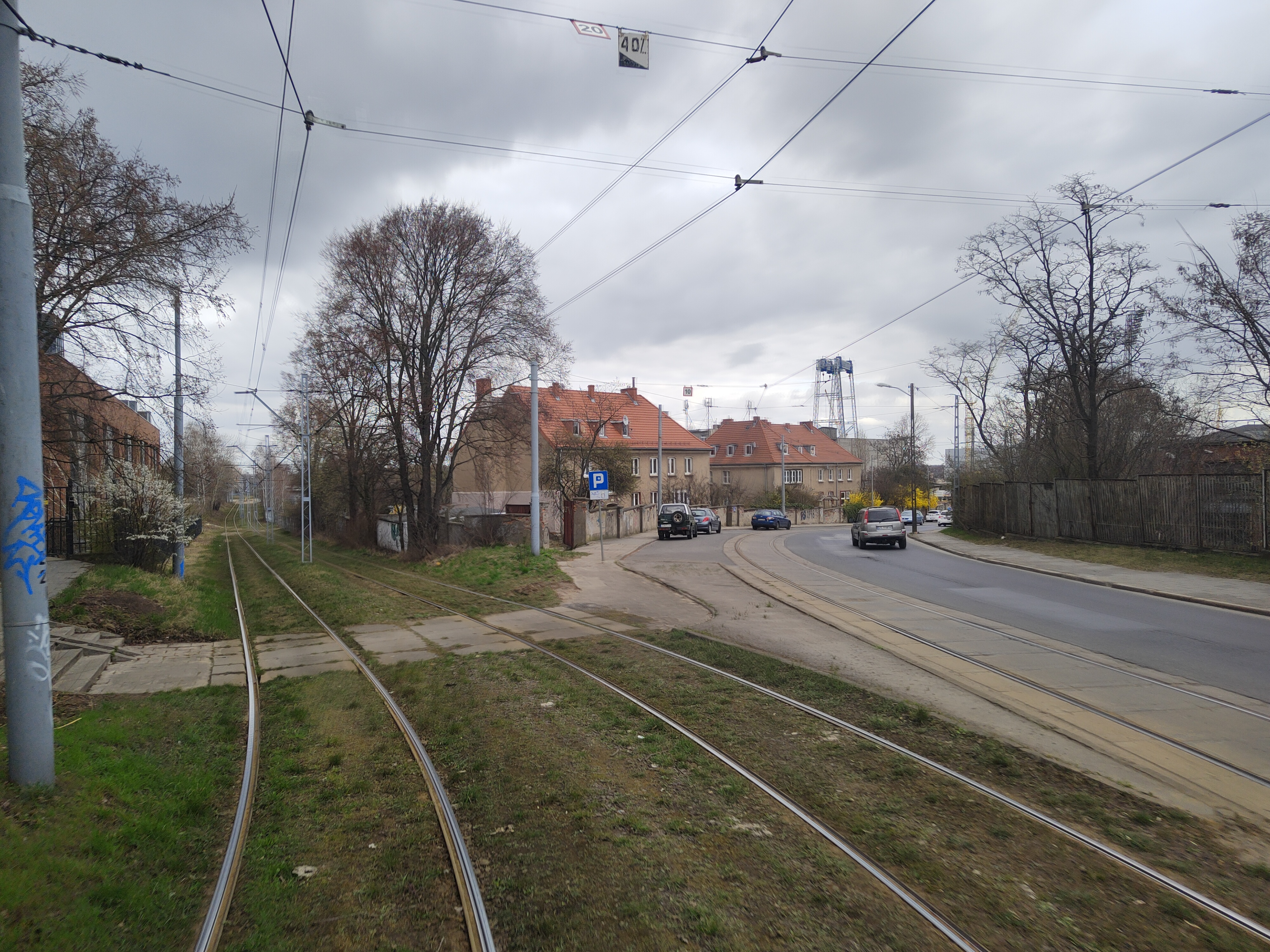
Ulica Ludowa
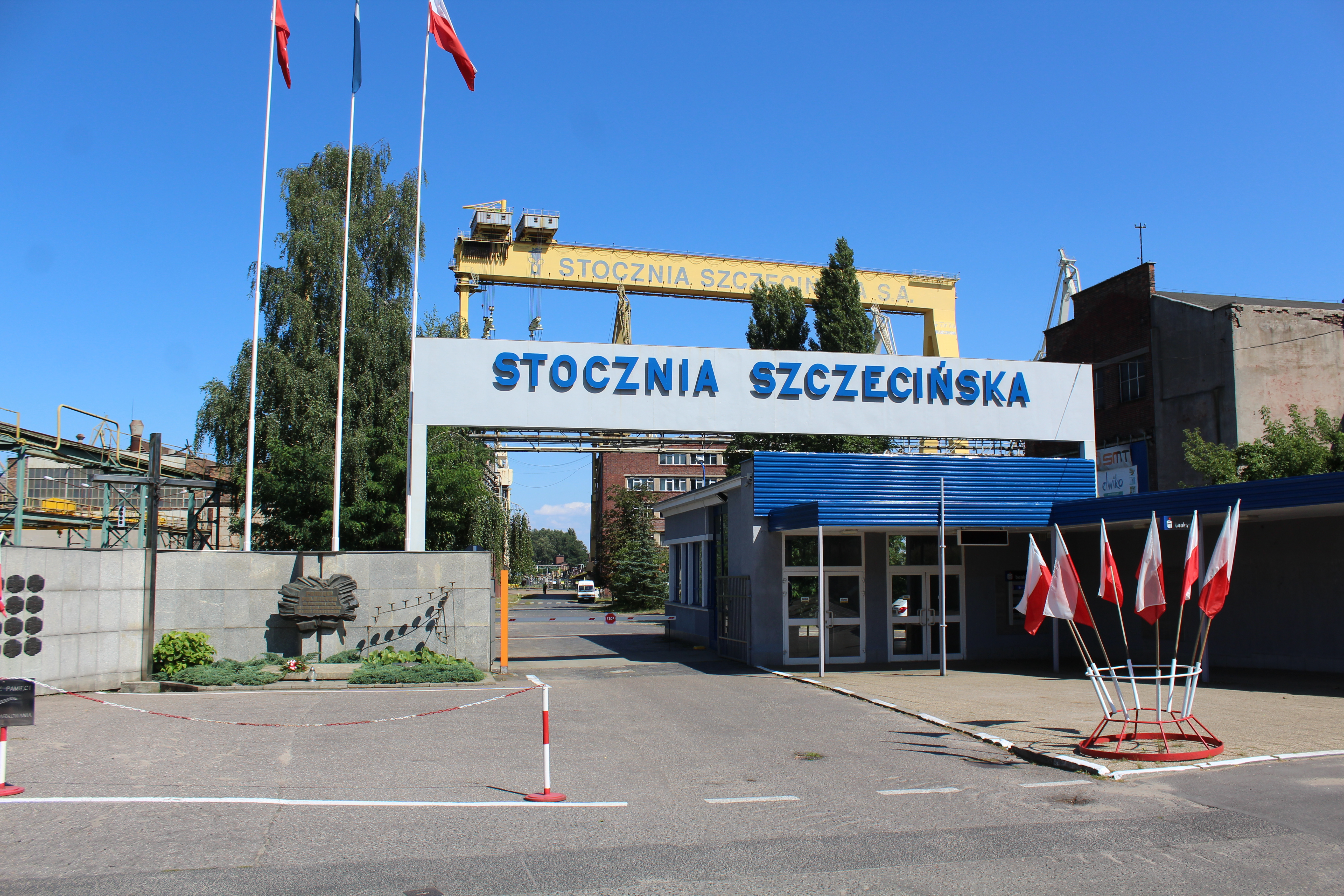
Stocznia Szczecińska Nowa – brama główna